# Илер, Лоран
Лоран Илер (фр. Laurent Hilaire; род. 8 ноября 1962, Париж, Франция) — французский солист балета, балетмейстер, педагог, один из самых ярких и харизматичных мировых танцоров балета конца XX-го — начала XXI века, обладатель безупречной академической техники и тонкого чувства стиля. На протяжении 22 лет являлся этуалью Парижской Оперы. 
С 1 января 2017 по 27 февраля 2022 являлся художественным руководителем балетной труппы Московского Музыкального театра имени К. С. Станиславского и Вл. И. Немировича-Данченко . Это первый случай с 1869 года (после француза Мариуса Петипа), когда иностранец был приглашён руководить российской труппой. С мая 2022 года — руководитель Баварского балета (Мюнхен).

## Биография
Лоран Илер родился 8 ноября 1962 года в Париже.
В 1979 году закончил балетную школу Парижской национальной оперы и в том же году был принят в труппу в качестве артиста кордебалета.
В 1983 году директор балетной труппы Парижской Оперы Рудольф Нуреев поручает ему партию Франца в «Коппелии», после чего Илер быстро вошёл в репертуар и исполнял ряд других главных партий в балетах «Сон в летнюю ночь» Джона Ноймайера, «Дивертисмент» Джорджа Баланчина, «Жизель» Мари Скипинг, «Ромео и Джульетта», «Вашингтон-сквер», «Лебединое озеро» Рудольфа Нуреева, «Неаполь» Августа Бурнонвиля.
В 1985 году, в возрасте 23 лет, перескочив ступень первого танцовщика, был возведён Нуреевым в ранг этуали балета Парижской оперы за партию Принца Зигфрида в «Лебедином озере» в постановке отца-основателя балета Московского музыкального театра имени К. С. Станиславского и Вл. И. Немировича-Данченко Владимира Бурмейстера.
Илер был одним из самых обожаемых танцовщиков Нуреева, который активно продвигал молодых артистов на первые позиции, весьма условно соблюдая принятые в Париже ступени иерархии. Причём Нуреев не только доверял ему ведущие партии, но и активно привлекал к постановке: над последним балетом уже тяжело больного худрука, «Баядеркой», они работали фактически вместе.
Любимой партнёршей Лорана Илера была Сильви Гиллем — ещё одна прима французского балета. Наблюдатели свидетельствуют, что каждое появление Илера и Гиллем на сцене в каком бы то ни было спектакле — «Ромео и Джульетте» или «Там, где висят золотые вишни» (англ. In the Middle, Somewhat Elevated) Уильяма Форсайта — представлялось как настоящее событие в культурной жизни Парижа.
Илер был задействован в исполнении огромного репертуара, включавшего ведущие партии в балетах Пьера Лакотта, Джорджа Баланчина, Джерома Роббинса, Сержа Лифаря, Рудольфа Нуреева, Михаила Фокина, Кеннета Макмиллана, Ролана Пети, Мориса Бежара, Мерса Каннингема, Иржи Килиана, Уильяма Форсайта, Анжелена Прельжокажа, Анны Терезы де Кеерсмакер, Джерома Роббинса, Руди ван Данцига, Нильса Кристи, Доминика Багуэ, Жозе Монтальво, Джеймса Куделки и других.
Перетанцевав весь классический репертуар, Илер переключился на современных хореографов. Анжелен Прельжокаж поставил свой лучший, по мнению критиков, балет «Парк» для Лорана Илера и Изабель Герен, превратившись в главного хореографа современной Франции.
Илер являлся приглашённым солистом британского Королевского балета, миланской Ла Скала, нью-йоркского Американского театра балета, Австралийского балета, Берлинского государственного балета, Токио балета, Датского королевского балета, Королевского новозеландского балета, балета Венской государственной оперы, Национального балета Канады, балета Лозанны Мориса Бежара.
30 июня 2002 года Лоран Илер исполнил роль председателя жюри в балете Мориса Бежара «Конкурс».
Помимо Сильви Гиллем и Изабель Герен был также постоянным партнёром Элизабет Платель, Аньес Летестю, Дарси Бассел, Алессандры Ферри, Светланы Захаровой.
Педагогический талант, первоначально открытый Нуреевым, взрастила в Илере занимавшая пост директора балета Парижской оперы c 1994 по 2014 год Брижит Лефевр. Илер ещё был этуалью труппы, когда она начала привлекать его к репетициям с солистами. Началось все с той же «Баядерки», над которой Илер работал ещё в Нуреевым.
С 2005-го Илер совмещал два поста: артиста и балетмейстера Парижской национальной оперы. Репетировал с солистами и кордебалетом репертуар Пьера Лакотта, Рудольфа Нуреева, Сержа Лифаря, Джорджа Баланчина. Работал ассистентом хореографов Иржи Килиана, Уильяма Форсайта, Анны Терезы де Кеерсмакер, Алексея Ратманского. Руководил творческим процессом восстановления балета Мориса Бежара «Весна священная».
В 2007 году, исполнив сольные партии в прощальных спектаклях «Аполлон Мусагет» Джорджа Баланчина и «Песни странствующего подмастерья» Мориса Бежара, Лоран Илер завершил карьеру танцовщика.
В 2011 году Илер назначен заместителем директора по балету Парижской оперы, и именно с этого времени Лефевр начала готовить его в свои преемники. В парижской балетной иерархии должность директора балета является второй по значимости, это правая рука худрука, человек, принимающий участие не только в постановочном и репетиционном процессе, но и влияющий на формирование репертуара и развитие карьер артистов. Фактически Илер отвечал за весь производственный процесс балета Парижской оперы.
В 2014 году генеральный директор Парижской оперы Стефан Лисснер предпочёл Илеру популярного хореографа Бенжамена Мильпье, назначив его на должность директора балета. Не совпав во взглядах с новым директором, Лоран Илер после окончания сезона 2013/2014 годов покинул Парижскую оперу. Этот развод по обоюдному согласию обошёлся Парижской опере в 200 000 евро.
Последние два года в качестве педагога-репетитора сотрудничал с Национальным балетом Канады, балетом Римской оперы, Королевским балетом Швеции, миланской Ла Скала, Шанхайским балетом.
С 1 января 2017 года Лоран Илер является художественным руководителем балетной труппы Московского академического Музыкального театра им. К. С. Станиславского и Вл. И. Немировича-Данченко. Контракт заключён на пять лет. 27 февраля 2022 года, после начала Вторжения России на Украину, Лоран подал заявление об уходе из театра .
С мая 2022 года является руководителем балетной труппы Баварской оперы (Мюнхен, Германия).
В 2025 году — председатель жюри балетного конкурса «Приз Лозанны».

## Партии в постановках
- «Коппелия» — Франц
- «Сильфида» — Лакотт
- «Жизель»
- «Пахита» — Петип
- «Лебединое озеро» — Бурмейстер
- «Петрушка»
- «Видение розы» — Фокин
- «Предчувствия» — Мясин
- «Аполлон»
- «Хрустальный дворец»
- «Там, где висят золотые вишни»
- «Агон»
- «Тема с вариациями»
- «Симфония до мажор»
- «Концерт для скрипки» — Баланчин
- «Сюита в белом» — Лифарь
- «Этюды» — Ландер
- «Сиреневый сад»
- «Мрачные элегии»
- «Продолжение» — Тюдор
- «Сон в летнюю ночь»[англ.]
- «Дивертисмент»
- «Ромео и Джульетта»
- «Вашингтон-сквер»
- «Неаполь»[англ.]
- «Парк»
- «Аполлон Мусагет»
- «Песни странствующего подмастерья»

## Признание и награды
- prix du Cercle Carpeaux[фр.] (1985)
- Офицер Ордена Искусств и Литературы (1994)[6]
- Benois de la Danse (2004) — за партию в балете «Песни странствующего подмастерья» Мориса Бежара[2]
- Кавалер Ордена Почётного легиона (2004)[18]
- Командор Ордена Искусств и Литературы (2007)[18]
- Benois de la Danse (2007) — «За жизнь в искусстве»
- Benois de la Danse (2012) — в качестве члена жюри

## Фильмография
- «Баядерка» — в роли Солора (1994)
- «Случайности и закономерности», режиссёр Клод Лелуш (1997)

## Личная жизнь
Лоран Илер был женат на Коринн Илер (Шмидт) (род. 13 августа 1955) — бывшей танцовщице Парижской оперы, которая в настоящее время работает в кино. Илер — отец двух дочерей, также прошедших обучение в школе танца Парижской оперы. Старшая — Жюльетт Илер — с ноября 2011 года корифейка балета Парижской оперы.

## Отзывы
Если отбросить эту пророческую случайность, Илер — до мозга костей человек французской балетной школы, ее элита, ставящий в приоритет точность, внешнюю безусильность, чистейший благородный стиль и то неуловимое нечто, что принято называть одухотворенностью.— Лейла Гучмазова, балетный критик, журналист

Жрецы, которые каждый свой спектакль танцуют в сосредоточенной попытке воспроизвести некий Идеальный Балет, абсолютный, окончательный, эталонный, и если этого однажды добьются, то всё: космический ход звезд остановится, Земля налетит на небесную ось, времени больше не будет etc. Эти попытки (разумеется, неосуществимые) окрашены то благоговением, то страстью, то отчаянием, и в этом их самый главный интерес. Так танцевала, например, молодая Ульяна Лопаткина. И Лоран Илер… В Парижской опере Илер танцевал, а теперь — танцует на видео так, что каждым движением возвращает веру в профессию. Вкус, соразмерность, точность, прочность, красота — вот определения, которыми сужаешь круги, но никогда не попадаешь точно в сердцевину его искусства.— Юлия Яковлева, балетный критик, писатель, драматург

Лорану Илеру присущи невероятная сила духа, строгость и одновременно страстность исполнения, впечатляющее техническое мастерство. Эти качества позволяли Лорану танцевать большой репертуар. Они же позволят ему стать прекрасным руководителем. Зная о его опыте, могу предположить, что труппа будет процветать. А это назначение [художественным руководителем балета МАМТ] еще больше укрепит творческие контакты между Россией и Францией и принесет пользу как танцовщикам Музыкального театра имени Станиславского и Немировича-Данченко, так и танцу вообще.— Брижит Лефевр, экс-директор балетной труппы «Гранд-опера»